# Енглвуд-Кліффс (Нью-Джерсі)
Енглвуд-Кліффс (англ. Englewood Cliffs) — місто (англ. borough) в США, в окрузі Берген штату Нью-Джерсі. Населення — 5342 особи (2020).

## Географія
Енглвуд-Кліффс розташований за координатами 40°53′23″ пн. ш. 73°56′31″ зх. д. / 40.88972° пн. ш. 73.94194° зх. д. (40.889682, -73.942047).  За даними Бюро перепису населення США в 2010 році місто мало площу 8,62 км², з яких 5,41 км² — суходіл та 3,21 км² — водойми.

## Демографія
Згідно з переписом 2010 року, у селищі мешкала 5281 особа в 1824 домогосподарствах у складі 1526 родин. Було 1924 помешкання
Расовий склад населення:
| - 56,4 % — білих - 38,5 % — азіатів - 2,1 % — чорних або афроамериканців - 0,1 % — корінних американців |

До двох чи більше рас належало 2,2 %. Частка іспаномовних становила 6,0 % від усіх жителів.
За віковим діапазоном населення розподілялося таким чином: 21,5 % — особи молодші 18 років, 54,4 % — особи у віці 18—64 років, 24,1 % — особи у віці 65 років та старші. Медіана віку мешканця становила 47,2 року. На 100 осіб жіночої статі у селищі припадало 93,7 чоловіків;  на 100 жінок у віці від 18 років та старших — 86,7 чоловіків також старших 18 років.
Середній дохід на одне домашнє господарство  становив 198 910 доларів США (медіана — 140 605), а середній дохід на одну сім'ю — 214 104 долари (медіана — 158 191). Медіана доходів становила 114 219 доларів для чоловіків та 74 844 долари для жінок. За межею бідності перебувало 3,5 % осіб, у тому числі 1,1 % дітей у віці до 18 років та 9,1 % осіб у віці 65 років та старших.
Цивільне працевлаштоване населення становило 2052 особи. Основні галузі зайнятості: науковці, спеціалісти, менеджери — 18,1 %, фінанси, страхування та нерухомість — 17,9 %, освіта, охорона здоров'я та соціальна допомога — 15,4 %.